# Adelina Patti
Adela Juana Maria Patti (Madrid, 1843. április 8. – Wales, 1919. szeptember 26.) világhírű olasz énekesnő.

## Életútja
Atyja szicíliai származású tenorista, anyja római nő volt. Sógora, Moritz Strakosch képezte ki a magas C-ig könnyen felszálló, behízelgő, csengő és érzésteljes szopránját, ugyanő vezette is művészi diadalkörútjában végig a világon. A kitűnően iskolázott és bámulatosan üde hangúnak maradt művésznő (akinek még 1890 körül is Nizzában esténként 15 000 líra fellépti díjat fizettek) folyton a legszűkebb körben mozgott: az Alvajáró, Sevillai borbély, Rigoletto, Lucia, Hamlet, Dinorah, Traviata, Faust hősnői tették ki egész szerepkörét. (1895 tavaszán énekelt először egy Richard Wagner-féle dalt). 1868-ban a francia főlovászmesternek, de Henri Roger de Caux márkinak a felesége lett; elválta után pedig Niccolini tenorénekeshez ment nőül. Angol földön, Craig-y-Nosban pihenték ki hosszú művészi körútjaikat.
Budapesten 1876. április 10-én mutatkozott be, a Népszínházban, mint Lammermoori Lucia, 12-én Rosinát énekelte a »Sevillai borbély«-ban. (Előzőleg csak hangversenyeken, a Vigadóban lépett fel, 1867. október 12-én, majd 1874. április elején, ekkor nővérével: Carlotta Pattival együtt járt nálunk, aki szintén elsőrangú énekművésznő volt, de kissé sántított és ezért nem léphetett színpadra. 1875. március 28-án újra hangversenyzett a Vigadóban.) Patti 1877. március 26-án, már mint előzőévi tenoristájának, Nicolininak neje, a »Traviata« címszerepében és 28-án mint Margit (a »Faust«-ban) lépett fel a Népszínház közönsége előtt; majd 1881-ben és 1885. december 12-én is ellátogatott a magyar fővárosba. Ezúttal is Nicolini volt a partnere. Walesben, craig-y-nos-i kastélyában hunyt el.